# Atalaia de Lovelhe
A Atalaia de Lovelhe, também denominada como Atalaia do Alto do Lourido, Fortim da Atalaia do Espírito Santo, Atalaia da Mata ou Bateria da Mata, é uma atalaia localizada na atual Freguesia de Vila Nova de Cerveira e Lovelhe, Município de Vila Nova de Cerveira, Distrito de Viana do Castelo, em Portugal.
Situada a meia encosta do Monte da Senhora da Encarnação, sobranceiro à vila, a atalaia foi edificada em data desconhecida no século XVII, à época da Guerra da Restauração, aproveitando-se para tal uma construção ou torre de vigilância mais antiga que poderá datar dos séculos XV ou XVI. Cooperava com o Castelo de Vila Nova de Cerveira e o Forte de São Francisco de Lovelhe, com os quais constituía um triângulo defensivo e com os quais participou na defesa da vila de Cerveira durante a tentativa de travessia do rio Minho pelos soldados do general Soult, a 13 de Fevereiro de 1809, no âmbito das operações militares da Segunda Invasão Francesa a Portugal. Descomissionado do uso militar em data incerta, o fortim terá sido abandonado em finais do século XIX.
Está classificada como Imóvel de Interesse Público desde 28 de dezembro de 2017..           
Em julho de 2023 o imóvel passou a ser gerido pela Câmara de Vila Nova de Cerveira, após a celebração de um contrato de comodato, por 30 anos, com a família que detém a propriedade do imóvel,

## Características
Esta atalaia apresenta um corpo central de planta circular, correspondente à bateria, cuja fachada é rodeada por uma cornija e rasgada por fenestrações, precedidas por balcões. No centro deste edifício abre-se uma cisterna.
O corpo da bateria é rodeado por uma muralha, que comportava o caminho de ronda, na qual foi rasgada a entrada principal da fortaleza, em arco quebrado.